# مارینا هانچارووا
مارینا هانچارووا (به انگلیسی: Maryna Hancharova) ژیمناست (زادهٔ ۲۷ فوریه ۱۹۹۰) اهل کشور بلاروس است.